# Phacelia hintoniorum
Phacelia hintoniorum är en strävbladig växtart som beskrevs av Billie Lee Turner. Phacelia hintoniorum ingår i Faceliasläktet som ingår i familjen strävbladiga växter. Inga underarter finns listade i Catalogue of Life.